# مخطط نمو

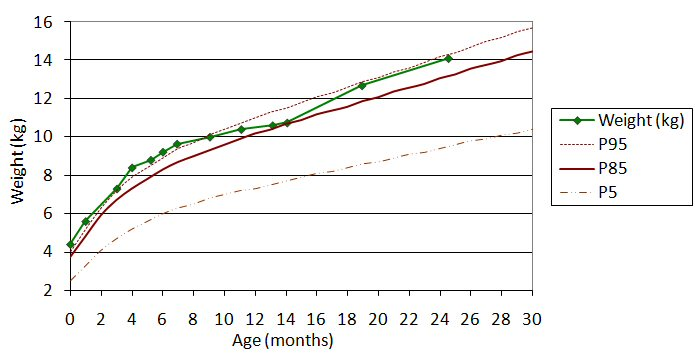
منحنى النمو لإحدى الفتيات، مقارنة بمنحنيات منظمة الصحة العالمية لعام 2006.

يُستخدم مخطط النمو من قِبل أطباء الأطفال وغيرهم من مقدمي الرعاية الصحية لمتابعة نمو الطفل بمرور الوقت. وتم إنشاء مخططات النمو من خلال رصد نمو أعداد كبيرة من الأطفال العاديين على مر الزمن. يمكن مقارنة الطول والوزن ومحيط الرأس للطفل بالمقاييس المتوقعة للأطفال من نفس الفئة العمرية ونفس النوع الاجتماعي للتأكد من مدى نمو الطفل بشكل صحيح. ويمكن أيضًا استخدام مخططات النمو لتوقع الطول والوزن المتوقع للطفل عندما يبلغ لأن الأطفال، بشكل عام، يحتفظون بمنحنى نمو ثابت إلى حد ما. عندما ينحرف الطفل عن منحنى النمو الخاص به المحدد في السابق، فيجب التحقق من السبب. على سبيل المثال، الانخفاض في سرعة النمو قد يشير إلى ظهور مرض مزمن مثل مرض التهاب الأمعاء.
ويمكن تغذية مخططات النمو بمعلومات عن قطاع من الأشخاص ممن يُعتبرون أنهم قد تربوا في بيئات مثالية إلى حد ما، مثل التغذية المتوافقة مع المبادئ التوجيهية للأطفال وعدم تدخين الأمهات الحوامل. وتخلص المخططات من هذه المصادر إلى متوسطات أطول ولكن أكثر نحافة إلى حد ما.
ومخططات النمو مختلفة للبنين والبنات، وذلك يرجع جزئيًا إلى فوارق البلوغ والتفاوت في الطول النهائي للبالغين. علاوة على ذلك، الأطفال الذين يعانون من أمراض مثل متلازمة داون ومتلازمة تيرنر يتبعون منحنيات نمو متميزة والتي تنحرف بشكل كبير عن منحنيات الأطفال غير المصابين بهذه الأمراض. وعلى هذا النحو، تم إنشاء مخططات النمو لوصف أنماط النمو المتوقعة للعديد من الأمراض الوراثية.
ونظرًا لأن هناك اختلافات في معدلات النمو الطبيعية بين الأطفال الذين يرضعون رضاعة طبيعية والأطفال الذين يتغذون على اللبن الصناعي، تُعتبر مخططات النمو الخاصة بمنظمة الصحة العالمية، التي تعكس على نحو أفضل نمط النمو الخاص بالأطفال الأصحاء الذين يرضعون رضاعة طبيعية هي المعيار للأطفال تحت سن الثانية في الولايات المتحدة.

## وصلات خارجية
- CDC information on growth charts
- WHO information on growth charts
- The WHO Child Growth Standards
- Growth Charts and Breastfeeding Babies نسخة محفوظة 21 سبتمبر 2015 على موقع واي باك مشين.